# Ortjärnarna
Ortjärnarna är en sjö i Härjedalens kommun i Härjedalen och ingår i Ljusnans huvudavrinningsområde. Sjön har en area på 0,0563 kvadratkilometer och ligger 446,4 meter över havet.

## Delavrinningsområde
Ortjärnarna ingår i det delavrinningsområde (692169-138021) som SMHI kallar för Mynnar i Kvarnån. Medelhöjden är 519 meter över havet och ytan är 14,08 kvadratkilometer. Det finns inga avrinningsområden uppströms utan avrinningsområdet är högsta punkten. Vattendraget som avvattnar avrinningsområdet har biflödesordning 3, vilket innebär att vattnet flödar genom totalt 3 vattendrag innan det når havet efter 322 kilometer. Avrinningsområdet består mestadels av skog (87 procent). Avrinningsområdet har 0,06 kvadratkilometer vattenytor vilket ger det en sjöprocent på 0,4 procent.